# Cirrhipathes hainanensis
Cirrhipathes hainanensis är en korallart som beskrevs av Zou och Zhou. Cirrhipathes hainanensis ingår i släktet Cirrhipathes och familjen Antipathidae. Inga underarter finns listade i Catalogue of Life.